# Liste der Autorenbeteiligungen und Produktionen von Tobias Kuhn
Dies ist eine Übersicht über die Autorenbeteiligungen und Musikproduktionen des deutschen Musikers Tobias Kuhn, die er teilweise unter seinem bürgerlichen Namen Tobias Felix Kuhn oder unter Pseudonymen wie Monta produziert bzw. geschrieben hat. Zu berücksichtigen ist, dass Hitmedleys, Remixe, Liveaufnahmen oder Neuaufnahmen des gleichen Interpreten nicht aufgeführt werden. Ebenso werden aus Gründen der besseren Übersicht lediglich nennenswerte Coverversionen aufgeführt. Tätigkeiten als Komponist und/oder Liedtexter sind in der folgenden Tabelle unter der Spalte „Autor“ zusammengefasst worden. Für eine Übersicht aller Charterfolge siehe Tobias Kuhn#Autorenbeteiligungen und Produktionen.

## ()
| Jahr | Titel                                           | Interpret                               | Autor | Produzent                   |
| ---- | ----------------------------------------------- | --------------------------------------- | ----- | --------------------------- |
| 2008 | & ich wander                                    | Tomte                                   |       | Grünes Häkchensymbol für ja |
| 2009 | (Tu nur das) was dein Herz dir sagt (Unplugged) | Sportfreunde Stiller feat. Meret Becker |       | *                           |
| 2009 | ¡Vamos! (Unplugged)                             | Sportfreunde Stiller                    |       | *                           |

## #
| Jahr | Titel                          | Interpret            | Autor                       | Produzent                   |
| ---- | ------------------------------ | -------------------- | --------------------------- | --------------------------- |
| 2009 | 1. Wahl (Unplugged)            | Sportfreunde Stiller |                             | *                           |
| 2009 | 7 Tage 7 Nächte (Unplugged)    | Sportfreunde Stiller |                             | *                           |
| 2011 | 17 Worte                       | Thees Uhlmann        | Grünes Häkchensymbol für ja | Grünes Häkchensymbol für ja |
| 2009 | ’54, ’74, ’90 2010 (Unplugged) | Sportfreunde Stiller |                             | *                           |
| 2018 | 1994                           | Alec Benjamin        | Grünes Häkchensymbol für ja |                             |

## A
| Jahr | Titel                           | Interpret                 | Autor                       | Produzent                   |
| ---- | ------------------------------- | ------------------------- | --------------------------- | --------------------------- |
| 2004 | A Substitute                    | Monta                     | Grünes Häkchensymbol für ja | Grünes Häkchensymbol für ja |
| 2016 | Achterbahn                      | Clueso                    | Grünes Häkchensymbol für ja | Grünes Häkchensymbol für ja |
| 2017 | Alive                           | Milky Chance              |                             | Grünes Häkchensymbol für ja |
| 2007 | All the Luck in the World       | Monta                     | Grünes Häkchensymbol für ja | Grünes Häkchensymbol für ja |
| 2018 | Alles anders                    | Feine Sahne Fischfilet    |                             | Grünes Häkchensymbol für ja |
| 2018 | Alles auf Rausch                | Feine Sahne Fischfilet    |                             | Grünes Häkchensymbol für ja |
| 2017 | Alles mit nach Hause            | Die Toten Hosen           |                             | *                           |
| 2017 | Alles passiert                  | Die Toten Hosen           |                             | *                           |
| 2009 | Alles Roger (Unplugged)         | Sportfreunde Stiller      |                             | *                           |
| 2013 | Am 07. März                     | Thees Uhlmann             | Grünes Häkchensymbol für ja | Grünes Häkchensymbol für ja |
| 2018 | Amsterdam                       | The Living End            |                             | Grünes Häkchensymbol für ja |
| 2016 | Anderssein                      | Clueso feat. Sara Hartman | Grünes Häkchensymbol für ja | Grünes Häkchensymbol für ja |
| 2017 | Anfang vom Anfang               | Amanda                    | Grünes Häkchensymbol für ja |                             |
| 2018 | Angst frisst Seele auf          | Feine Sahne Fischfilet    |                             | Grünes Häkchensymbol für ja |
| 2007 | April Closer                    | Monta                     | Grünes Häkchensymbol für ja | Grünes Häkchensymbol für ja |
| 2015 | As You Wake Up                  | Kelvin Jones              |                             | Grünes Häkchensymbol für ja |
| 1998 | Astronaut without a Cause       | Miles                     | Grünes Häkchensymbol für ja |                             |
| 2009 | Auf der guten Seite (Unplugged) | Sportfreunde Stiller      |                             | *                           |
| 2009 | Auf, ab und dann                | Herbstrock                | Grünes Häkchensymbol für ja |                             |
| 2018 | Augen zu Musik an               | Bosse                     | Grünes Häkchensymbol für ja | Grünes Häkchensymbol für ja |

## B
| Jahr | Titel                        | Interpret                    | Autor                       | Produzent                   |
| ---- | ---------------------------- | ---------------------------- | --------------------------- | --------------------------- |
| 1994 | Baboon                       | Miles                        | Grünes Häkchensymbol für ja | Grünes Häkchensymbol für ja |
| 2017 | Bad Things                   | Milky Chance feat. Izzy Bizu |                             | Grünes Häkchensymbol für ja |
| 1994 | Barefoot                     | Miles                        | Grünes Häkchensymbol für ja | Grünes Häkchensymbol für ja |
| 2000 | Barracuda                    | Miles                        | Grünes Häkchensymbol für ja | Grünes Häkchensymbol für ja |
| 1998 | Birdmen                      | Miles                        | Grünes Häkchensymbol für ja |                             |
| 2016 | Blaues Auge                  | Udo Lindenberg               | Grünes Häkchensymbol für ja |                             |
| 2004 | Blizzard                     | Monta                        | Grünes Häkchensymbol für ja | Grünes Häkchensymbol für ja |
| 2017 | Blossom                      | Milky Chance                 |                             | Grünes Häkchensymbol für ja |
| 2000 | Bogota                       | Miles                        | Grünes Häkchensymbol für ja | Grünes Häkchensymbol für ja |
| 2016 | Bologna                      | Annett Louisan               |                             | Grünes Häkchensymbol für ja |
| 1998 | Bubaker                      | Miles                        | Grünes Häkchensymbol für ja |                             |
| 2000 | Building Up a “Connaissance” | Miles                        | Grünes Häkchensymbol für ja | Grünes Häkchensymbol für ja |
| 2020 | Bye Bye                      | Sarah Connor                 | Grünes Häkchensymbol für ja | Grünes Häkchensymbol für ja |

## C
| Jahr | Titel           | Interpret                                                  | Autor                       | Produzent                   |
| ---- | --------------- | ---------------------------------------------------------- | --------------------------- | --------------------------- |
| 2015 | Call You Home   | Kelvin Jones                                               |                             | Grünes Häkchensymbol für ja |
| 2007 | Capitulate      | Monta                                                      | Grünes Häkchensymbol für ja | Grünes Häkchensymbol für ja |
| 2016 | Chöre           | Mark Forster                                               | Grünes Häkchensymbol für ja |                             |
| 2017 | Chöre           | Lisa-Marie König (Liedtitel: Wir sind sicher nicht allein) | Grünes Häkchensymbol für ja |                             |
| 1998 | Circus Sideshow | Miles                                                      | Grünes Häkchensymbol für ja |                             |
| 2015 | Closer          | Kelvin Jones                                               | Grünes Häkchensymbol für ja | Grünes Häkchensymbol für ja |
| 2017 | Clouds          | Milky Chance                                               |                             | Grünes Häkchensymbol für ja |
| 2016 | Cocoon          | Milky Chance                                               |                             | Grünes Häkchensymbol für ja |
| 2017 | Cold Blue Rain  | Milky Chance                                               |                             | Grünes Häkchensymbol für ja |
| 2013 | Cold Heart      | Martin and James                                           | Grünes Häkchensymbol für ja | Grünes Häkchensymbol für ja |
| 2005 | Coma            | Monta                                                      | Grünes Häkchensymbol für ja |                             |
| 2013 | Cynical Skin    | Martin and James                                           | Grünes Häkchensymbol für ja | Grünes Häkchensymbol für ja |

## D
| Jahr | Titel                                           | Interpret                    | Autor                       | Produzent                   |
| ---- | ----------------------------------------------- | ---------------------------- | --------------------------- | --------------------------- |
| 2017 | Dance with a Ghost                              | Sara Hartman                 | Grünes Häkchensymbol für ja | Grünes Häkchensymbol für ja |
| 2011 | Das Mädchen von Kasse 2                         | Thees Uhlmann                | Grünes Häkchensymbol für ja | Grünes Häkchensymbol für ja |
| 2016 | Das Model                                       | Annett Louisan               |                             | Grünes Häkchensymbol für ja |
| 2008 | Das Orchester spielt einen Walzer               | Tomte                        |                             | Grünes Häkchensymbol für ja |
| 2010 | Das wird genial                                 | Rock It! Cast                | Grünes Häkchensymbol für ja |                             |
| 2018 | Death of the American Dream                     | The Living End               |                             | Grünes Häkchensymbol für ja |
| 2008 | Dein Herz sei wild                              | Tomte                        |                             | Grünes Häkchensymbol für ja |
| 2013 | Der Fluss und das Meer                          | Thees Uhlmann                | Grünes Häkchensymbol für ja | Grünes Häkchensymbol für ja |
| 2008 | Der letzte große Wal                            | Tomte                        |                             | Grünes Häkchensymbol für ja |
| 2009 | Der Titel vom nächsten Kapitel (Unplugged)      | Sportfreunde Stiller         |                             | *                           |
| 2017 | Desires                                         | LCAW feat. WhoMadeWho        | Grünes Häkchensymbol für ja |                             |
| 2013 | Die Bomben meiner Stadt                         | Thees Uhlmann                | Grünes Häkchensymbol für ja | Grünes Häkchensymbol für ja |
| 2010 | Die Nacht singt keine Lieder                    | Christina Stürmer            | Grünes Häkchensymbol für ja |                             |
| 2011 | Die Nacht war kurz (Ich stehe früh auf)         | Thees Uhlmann                | Grünes Häkchensymbol für ja | Grünes Häkchensymbol für ja |
| 2017 | Die Schöne und das Biest                        | Die Toten Hosen              |                             | *                           |
| 2011 | Die Toten auf dem Rücksitz                      | Thees Uhlmann                | Grünes Häkchensymbol für ja | Grünes Häkchensymbol für ja |
| 2010 | Die Welt wird uns gehören                       | Vivien Wulf & Emilia Schüle  | Grünes Häkchensymbol für ja |                             |
| 2000 | Disco Queen                                     | Miles                        | Grünes Häkchensymbol für ja | Grünes Häkchensymbol für ja |
| 2014 | Do They Know It’s Christmas? (Deutsche Version) | Band Aid 30 Germany          |                             | Grünes Häkchensymbol für ja |
| 2017 | Doing Good                                      | Milky Chance                 |                             | Grünes Häkchensymbol für ja |
| 1994 | Dolphin Dust                                    | Miles                        | Grünes Häkchensymbol für ja | Grünes Häkchensymbol für ja |
| 2003 | Don’t Give Up!                                  | Miles                        | Grünes Häkchensymbol für ja | Grünes Häkchensymbol für ja |
| 2013 | Don’t Let It Go                                 | Martin and James             | Grünes Häkchensymbol für ja | Grünes Häkchensymbol für ja |
| 2003 | Don’t Let the Cold In                           | Miles                        | Grünes Häkchensymbol für ja | Grünes Häkchensymbol für ja |
| 2018 | Don’t Lose It                                   | The Living End               |                             | Grünes Häkchensymbol für ja |
| 2018 | Dreck der Zeit                                  | Feine Sahne Fischfilet       |                             | Grünes Häkchensymbol für ja |
| 2018 | Drop the Needle                                 | The Living End               |                             | Grünes Häkchensymbol für ja |
| 2010 | Du bist wie Feuer                               | Christina Stürmer            | Grünes Häkchensymbol für ja |                             |
| 2008 | Du bringst die Stories (Ich bring den Wein)     | Tomte                        |                             | Grünes Häkchensymbol für ja |
| 2010 | Du fehlst mir so                                | Emilia Schüle                | Grünes Häkchensymbol für ja |                             |
| 2013 | Du kannst mir nichts                            | Elif                         | Grünes Häkchensymbol für ja |                             |
| 2010 | Du wirst ein Rock It! sein                      | Maria Ehrich & Emilia Schüle | Grünes Häkchensymbol für ja |                             |
| 2013 | Dunkelheit                                      | Adel Tawil                   | Grünes Häkchensymbol für ja |                             |
| 2016 | Durch den Monsun                                | Annett Louisan               |                             | Grünes Häkchensymbol für ja |

## E
| Jahr | Titel                           | Interpret            | Autor                       | Produzent                   |
| ---- | ------------------------------- | -------------------- | --------------------------- | --------------------------- |
| 2017 | Ego                             | Milky Chance         |                             | Grünes Häkchensymbol für ja |
| 2009 | Ein kleiner Schritt (Unplugged) | Sportfreunde Stiller |                             | *                           |
| 2009 | Ein Kompliment (Unplugged)      | Sportfreunde Stiller |                             | *                           |
| 2017 | Eine handvoll Erde              | Die Toten Hosen      |                             | *                           |
| 2018 | Einmal                          | Mark Forster         | Grünes Häkchensymbol für ja |                             |
| 2017 | Energie                         | Die Toten Hosen      |                             | *                           |
| 2016 | Engel                           | Annett Louisan       |                             | Grünes Häkchensymbol für ja |
| 2016 | Erinnerungen                    | Clueso               | Grünes Häkchensymbol für ja | Grünes Häkchensymbol für ja |
| 2013 | Es brennt                       | Thees Uhlmann        | Grünes Häkchensymbol für ja | Grünes Häkchensymbol für ja |
| 2008 | Es ist so dass du fehlst        | Tomte                |                             | Grünes Häkchensymbol für ja |
| 2015 | Even Now                        | Kelvin Jones         |                             | Grünes Häkchensymbol für ja |
| 2007 | Everything                      | Monta                | Grünes Häkchensymbol für ja | Grünes Häkchensymbol für ja |

## F
| Jahr | Titel                           | Interpret            | Autor                       | Produzent                   |
| ---- | ------------------------------- | -------------------- | --------------------------- | --------------------------- |
| 2009 | Fahrt ins Grüne (Unplugged)     | Sportfreunde Stiller |                             | *                           |
| 2004 | Farewell Dear Ghost             | Monta                | Grünes Häkchensymbol für ja | Grünes Häkchensymbol für ja |
| 2009 | Fast wie von selbst (Unplugged) | Sportfreunde Stiller |                             | *                           |
| 2010 | Feel So High                    | Franxon Meyer        | Grünes Häkchensymbol für ja |                             |
| 1998 | Film Music                      | Miles                | Grünes Häkchensymbol für ja |                             |
| 2017 | Firebird                        | Milky Chance         |                             | Grünes Häkchensymbol für ja |
| 2010 | Flieg mit mir                   | Rock It! Cast        | Grünes Häkchensymbol für ja |                             |
| 2015 | Follow You Down                 | Kelvin Jones         |                             | Grünes Häkchensymbol für ja |
| 2009 | Frühling (Unplugged)            | Sportfreunde Stiller |                             | *                           |

## G
| Jahr | Titel                 | Interpret       | Autor                       | Produzent                   |
| ---- | --------------------- | --------------- | --------------------------- | --------------------------- |
| 2017 | Geisterhaus           | Die Toten Hosen |                             | *                           |
| 1998 | Girl from Pasadena    | Miles           | Grünes Häkchensymbol für ja |                             |
| 2003 | Give It Away          | Miles           | Grünes Häkchensymbol für ja | Grünes Häkchensymbol für ja |
| 2007 | Good Morning Stranger | Monta           | Grünes Häkchensymbol für ja | Grünes Häkchensymbol für ja |
| 2015 | Good Together         | Kelvin Jones    |                             | Grünes Häkchensymbol für ja |
| 2016 | Gordo                 | Clueso          | Grünes Häkchensymbol für ja | Grünes Häkchensymbol für ja |
| 2000 | Grasshopper’s Gone    | Miles           | Grünes Häkchensymbol für ja | Grünes Häkchensymbol für ja |

## H
| Jahr | Titel                  | Interpret                 | Autor                       | Produzent                   |
| ---- | ---------------------- | ------------------------- | --------------------------- | --------------------------- |
| 2009 | Hallo Du (Unplugged)   | Sportfreunde Stiller      |                             | *                           |
| 2018 | Hallo Hometown         | Bosse                     | Grünes Häkchensymbol für ja | Grünes Häkchensymbol für ja |
| 1998 | Happening              | Miles                     | Grünes Häkchensymbol für ja |                             |
| 2017 | Heartless              | Milky Chance              |                             | Grünes Häkchensymbol für ja |
| 2009 | Heimatlied (Unplugged) | Sportfreunde Stiller      |                             | *                           |
| 2016 | Helden                 | Annett Louisan            |                             | Grünes Häkchensymbol für ja |
| 2017 | Here with You          | Lost Frequencies & Netsky | Grünes Häkchensymbol für ja |                             |
| 2008 | Heureka                | Tomte                     |                             | Grünes Häkchensymbol für ja |
| 2007 | Hidden Ghost           | Monta                     | Grünes Häkchensymbol für ja | Grünes Häkchensymbol für ja |
| 2010 | Hol mich hier raus     | Fertig, Los!              | Grünes Häkchensymbol für ja |                             |
| 2007 | Homecoming             | Monta                     | Grünes Häkchensymbol für ja | Grünes Häkchensymbol für ja |
| 2007 | How Does It Feel       | Monta                     | Grünes Häkchensymbol für ja | Grünes Häkchensymbol für ja |

## I
| Jahr | Titel                                        | Interpret                                         | Autor                       | Produzent                   |
| ---- | -------------------------------------------- | ------------------------------------------------- | --------------------------- | --------------------------- |
| 2000 | I Can Hear Music                             | Miles                                             | Grünes Häkchensymbol für ja | Grünes Häkchensymbol für ja |
| 2013 | I Couldn’t Care Less                         | Leslie Clio                                       | Grünes Häkchensymbol für ja |                             |
| 2013 | I Couldn’t Care Less                         | Lisa Mikolaschek (Liedtitel: Der Gitterbettprinz) | Grünes Häkchensymbol für ja |                             |
| 2013 | I Know a Girl                                | Martin and James                                  | Grünes Häkchensymbol für ja | Grünes Häkchensymbol für ja |
| 2015 | I Wouldn’t Change You                        | Kelvin Jones                                      |                             | Grünes Häkchensymbol für ja |
| 2017 | ICE nach Düsseldorf                          | Die Toten Hosen                                   | Grünes Häkchensymbol für ja | *                           |
| 2018 | Ich bereue nichts                            | Bosse                                             |                             | Grünes Häkchensymbol für ja |
| 2013 | Ich gebe auf mein Licht                      | Thees Uhlmann                                     | Grünes Häkchensymbol für ja | Grünes Häkchensymbol für ja |
| 2018 | Ich mag kein Alkohol                         | Feine Sahne Fischfilet                            |                             | Grünes Häkchensymbol für ja |
| 2009 | Ich war noch niemals in New York (Unplugged) | Sportfreunde Stiller mit Udo Jürgens              |                             | *                           |
| 2018 | Ich warte auf Dich                           | Bosse                                             | Grünes Häkchensymbol für ja | Grünes Häkchensymbol für ja |
| 2010 | Ich will hier raus                           | Emilia Schüle                                     | Grünes Häkchensymbol für ja |                             |
| 2008 | Ich zieh’ meinen Hut                         | Udo Lindenberg                                    | Grünes Häkchensymbol für ja | *                           |
| 2009 | Ich, Roque (Unplugged)                       | Sportfreunde Stiller                              |                             | *                           |
| 2013 | Im Sommer nach dem Krieg                     | Thees Uhlmann                                     | Grünes Häkchensymbol für ja | Grünes Häkchensymbol für ja |
| 2004 | I’m Sorry                                    | Monta                                             | Grünes Häkchensymbol für ja | Grünes Häkchensymbol für ja |
| 2016 | Immer weiter                                 | Christina Stürmer                                 | Grünes Häkchensymbol für ja |                             |
| 2015 | In Your Place                                | Kelvin Jones                                      |                             | Grünes Häkchensymbol für ja |
| 2004 | In Your Room                                 | Monta                                             |                             | Grünes Häkchensymbol für ja |
| 2003 | Is It Over                                   | Monta                                             | Grünes Häkchensymbol für ja |                             |
| 2015 | I’ve Fallen for You                          | Kelvin Jones                                      |                             | Grünes Häkchensymbol für ja |

## J
| Jahr | Titel                      | Interpret                          | Autor                       | Produzent                   |
| ---- | -------------------------- | ---------------------------------- | --------------------------- | --------------------------- |
| 2011 | Jay-Z singt uns ein Lied   | Thees Uhlmann feat. Casper         | Grünes Häkchensymbol für ja | Grünes Häkchensymbol für ja |
| 2017 | Jede Nacht                 | Philipp Dittberner feat. Chima Ede | Grünes Häkchensymbol für ja | Grünes Häkchensymbol für ja |
| 2016 | Jeder lebt für sich allein | Clueso                             | Grünes Häkchensymbol für ja | Grünes Häkchensymbol für ja |
| 2014 | John Irving                | Judith Holofernes                  | Grünes Häkchensymbol für ja | Grünes Häkchensymbol für ja |

## K
| Jahr | Titel                      | Interpret       | Autor                       | Produzent                   |
| ---- | -------------------------- | --------------- | --------------------------- | --------------------------- |
| 2013 | Kaffee & Wein              | Thees Uhlmann   | Grünes Häkchensymbol für ja | Grünes Häkchensymbol für ja |
| 2018 | Karma                      | Dreamers        | Grünes Häkchensymbol für ja | Grünes Häkchensymbol für ja |
| 2017 | Kein Grund zur Traurigkeit | Die Toten Hosen |                             | *                           |
| 2003 | King of the Bees           | Miles           | Grünes Häkchensymbol für ja | Grünes Häkchensymbol für ja |
| 2007 | Kiss Goodnight             | Monta           | Grünes Häkchensymbol für ja | Grünes Häkchensymbol für ja |
| 2008 | Küss mich wach Gloria      | Tomte           |                             | Grünes Häkchensymbol für ja |

## L
| Jahr | Titel                                    | Interpret            | Autor                       | Produzent                   |
| ---- | ---------------------------------------- | -------------------- | --------------------------- | --------------------------- |
| 2003 | La bonheur est dans tes bras (von Monta) | Virginia Jetzt!      |                             | Grünes Häkchensymbol für ja |
| 1994 | Lana Loves You                           | Miles                | Grünes Häkchensymbol für ja | Grünes Häkchensymbol für ja |
| 2017 | Lass los                                 | Die Toten Hosen      |                             | *                           |
| 2009 | Lass mich nie mehr los (Unplugged)       | Sportfreunde Stiller |                             | *                           |
| 2016 | Lass sie reden                           | Clueso               | Grünes Häkchensymbol für ja | Grünes Häkchensymbol für ja |
| 2011 | Lat: 53.7 Lon: 9.11667                   | Thees Uhlmann        | Grünes Häkchensymbol für ja | Grünes Häkchensymbol für ja |
| 2017 | Laune der Natur                          | Die Toten Hosen      |                             | *                           |
| 2010 | Let’s Rock It                            | Rock It! Cast        | Grünes Häkchensymbol für ja |                             |
| 2003 | Lay Your Head On                         | Monta                | Grünes Häkchensymbol für ja |                             |
| 1998 | Leisure Theme                            | Miles                | Grünes Häkchensymbol für ja |                             |
| 2014 | Liebe Teil 2 – jetzt erst recht          | Judith Holofernes    | Grünes Häkchensymbol für ja |                             |
| 2013 | Lieder                                   | Adel Tawil           | Grünes Häkchensymbol für ja | Grünes Häkchensymbol für ja |
| 2013 | Life’s a Show                            | Martin and James     | Grünes Häkchensymbol für ja | Grünes Häkchensymbol für ja |
| 2017 | Living in the City                       | Rhys Lewis           | Grünes Häkchensymbol für ja |                             |
| 2004 | Long Live the Quiet                      | Monta                | Grünes Häkchensymbol für ja | Grünes Häkchensymbol für ja |
| 2017 | Losing You                               | Milky Chance         |                             | Grünes Häkchensymbol für ja |
| 2007 | Lost Patrol                              | Monta                | Grünes Häkchensymbol für ja | Grünes Häkchensymbol für ja |
| 2018 | Love Won’t Wait                          | The Living End       |                             | Grünes Häkchensymbol für ja |
| 1998 | Lovesong                                 | Miles                | Grünes Häkchensymbol für ja |                             |
| 1994 | Lower                                    | Miles                | Grünes Häkchensymbol für ja | Grünes Häkchensymbol für ja |

## M
| Jahr | Titel                        | Interpret            | Autor                       | Produzent                   |
| ---- | ---------------------------- | -------------------- | --------------------------- | --------------------------- |
| 2009 | Mag Tischtennis! (Unplugged) | Sportfreunde Stiller |                             | *                           |
| 2003 | Magic                        | Miles                | Grünes Häkchensymbol für ja | Grünes Häkchensymbol für ja |
| 1998 | Magic Touch                  | Miles                | Grünes Häkchensymbol für ja |                             |
| 2017 | Man in the Moon              | LCAW feat. Dagny     | Grünes Häkchensymbol für ja |                             |
| 2013 | Matilda                      | Martin and James     | Grünes Häkchensymbol für ja | Grünes Häkchensymbol für ja |
| 2003 | Menlo Park                   | Miles                | Grünes Häkchensymbol für ja | Grünes Häkchensymbol für ja |
| 2016 | Merci, Chérie                | Annett Louisan       |                             | Grünes Häkchensymbol für ja |
| 2003 | Millions                     | Monta                | Grünes Häkchensymbol für ja |                             |
| 2015 | Monster Lead Me Home         | Sara Hartman         | Grünes Häkchensymbol für ja | Grünes Häkchensymbol für ja |
| 1998 | Moviecar                     | Miles                | Grünes Häkchensymbol für ja |                             |
| 2013 | My Dog Don’t Like the Rain   | Martin and James     | Grünes Häkchensymbol für ja | Grünes Häkchensymbol für ja |
| 1998 | My Friend Boo                | Miles                | Grünes Häkchensymbol für ja |                             |
| 2008 | My Impropriety               | Monta                | Grünes Häkchensymbol für ja |                             |
| 2013 | My Last Prayer               | Martin and James     | Grünes Häkchensymbol für ja | Grünes Häkchensymbol für ja |
| 2016 | My Wellington                | Graham Candy         | Grünes Häkchensymbol für ja |                             |

## N
| Jahr | Titel                                                                   | Interpret              | Autor                       | Produzent                   |
| ---- | ----------------------------------------------------------------------- | ---------------------- | --------------------------- | --------------------------- |
| 2016 | Neuanfang                                                               | Clueso                 | Grünes Häkchensymbol für ja | Grünes Häkchensymbol für ja |
| 2016 | Neue Luft                                                               | Clueso                 | Grünes Häkchensymbol für ja | Grünes Häkchensymbol für ja |
| 2013 | Neujahr                                                                 | Adel Tawil             | Grünes Häkchensymbol für ja | Grünes Häkchensymbol für ja |
| 2015 | New York City                                                           | Kelvin Jones           |                             | Grünes Häkchensymbol für ja |
| 2008 | Nichts ist so schön auf der Welt wie betrunken traurige Musik zu hören! | Tomte                  |                             | Grünes Häkchensymbol für ja |
| 2013 | Niemals niemand                                                         | Adel Tawil             | Grünes Häkchensymbol für ja | Grünes Häkchensymbol für ja |
| 2018 | Niemand wie ihr                                                         | Feine Sahne Fischfilet |                             | Grünes Häkchensymbol für ja |
| 2003 | No Love                                                                 | Miles                  | Grünes Häkchensymbol für ja | Grünes Häkchensymbol für ja |
| 2015 | No More Lies                                                            | Kelvin Jones           | Grünes Häkchensymbol für ja | Grünes Häkchensymbol für ja |
| 2018 | Not Like the Other Boys                                                 | The Living End         |                             | Grünes Häkchensymbol für ja |
| 2010 | Nur du und ich                                                          | Rock It! Cast          | Grünes Häkchensymbol für ja |                             |

## O
| Jahr | Titel     | Interpret      | Autor | Produzent                   |
| ---- | --------- | -------------- | ----- | --------------------------- |
| 2016 | OMG!      | Annett Louisan |       | Grünes Häkchensymbol für ja |
| 2018 | Otherside | The Living End |       | Grünes Häkchensymbol für ja |

## P
| Jahr | Titel           | Interpret               | Autor                       | Produzent                   |
| ---- | --------------- | ----------------------- | --------------------------- | --------------------------- |
| 2016 | Painted Sky     | LCAW feat. Martin Kelly | Grünes Häkchensymbol für ja |                             |
| 2004 | Parachute       | Monta                   | Grünes Häkchensymbol für ja | Grünes Häkchensymbol für ja |
| 2011 | Paris im Herbst | Thees Uhlmann           | Grünes Häkchensymbol für ja | Grünes Häkchensymbol für ja |
| 2000 | Perfect World   | Miles                   | Grünes Häkchensymbol für ja | Grünes Häkchensymbol für ja |
| 2017 | Peripeteia      | Milky Chance            |                             | Grünes Häkchensymbol für ja |
| 2017 | Piano Song      | Milky Chance            |                             | Grünes Häkchensymbol für ja |
| 2018 | Pjöngjang       | Bosse                   | Grünes Häkchensymbol für ja | Grünes Häkchensymbol für ja |
| 2017 | Pop & Politik   | Die Toten Hosen         | Grünes Häkchensymbol für ja | *                           |
| 1998 | Pretty Day      | Miles                   | Grünes Häkchensymbol für ja |                             |
| 2018 | Proton Pill     | The Living End          |                             | Grünes Häkchensymbol für ja |

## R
| Jahr | Titel                         | Interpret                            | Autor                       | Produzent                   |
| ---- | ----------------------------- | ------------------------------------ | --------------------------- | --------------------------- |
| 2018 | Rat in a Trap                 | The Living End                       |                             | Grünes Häkchensymbol für ja |
| 2004 | Reasons                       | Monta                                | Grünes Häkchensymbol für ja | Grünes Häkchensymbol für ja |
| 2013 | Respondens Lachrimae          | Lee Santana                          | Grünes Häkchensymbol für ja |                             |
| 2009 | Rock'n'Roll Queen (Unplugged) | Sportfreunde Stiller mit The Subways |                             | *                           |
| 2011 | Römer am Ende Roms            | Thees Uhlmann                        | Grünes Häkchensymbol für ja | Grünes Häkchensymbol für ja |

## S
| Jahr | Titel                               | Interpret              | Autor                       | Produzent                   |
| ---- | ----------------------------------- | ---------------------- | --------------------------- | --------------------------- |
| 2003 | Sailor Needs the Wind               | Monta                  | Grünes Häkchensymbol für ja |                             |
| 2016 | Satellite                           | Sara Hartman           | Grünes Häkchensymbol für ja | Grünes Häkchensymbol für ja |
| 2018 | Schlaflos in Marseille              | Feine Sahne Fischfilet |                             | Grünes Häkchensymbol für ja |
| 2007 | See Me Through Your Eyer            | Monta                  | Grünes Häkchensymbol für ja | Grünes Häkchensymbol für ja |
| 2013 | See No Land                         | Martin and James       | Grünes Häkchensymbol für ja | Grünes Häkchensymbol für ja |
| 2019 | She Says                            | Gurr                   | Grünes Häkchensymbol für ja | Grünes Häkchensymbol für ja |
| 2009 | Siehst du das genauso? (Unplugged)  | Sportfreunde Stiller   |                             | *                           |
| 2003 | Silverspoon                         | Miles                  | Grünes Häkchensymbol für ja | Grünes Häkchensymbol für ja |
| 1994 | So Beautiful                        | Miles                  | Grünes Häkchensymbol für ja | Grünes Häkchensymbol für ja |
| 2016 | So lang’ man Träume noch leben kann | Annett Louisan         |                             | Grünes Häkchensymbol für ja |
| 2003 | Solitude                            | Monta                  | Grünes Häkchensymbol für ja |                             |
| 2011 | Sommer in der Stadt                 | Thees Uhlmann          | Grünes Häkchensymbol für ja | Grünes Häkchensymbol für ja |
| 2011 | Song for a Sailor                   | Monta                  |                             | Grünes Häkchensymbol für ja |
| 2000 | Sonic 3000                          | Miles                  | Grünes Häkchensymbol für ja | Grünes Häkchensymbol für ja |
| 2016 | Sorgenfrei                          | Clueso                 | Grünes Häkchensymbol für ja | Grünes Häkchensymbol für ja |
| 2016 | Stark                               | Annett Louisan         |                             | Grünes Häkchensymbol für ja |
| 2017 | Stay                                | Milky Chance           |                             | Grünes Häkchensymbol für ja |
| 2015 | Stop the Moment                     | Kelvin Jones           | Grünes Häkchensymbol für ja | Grünes Häkchensymbol für ja |
| 2003 | Stranger                            | Miles                  | Grünes Häkchensymbol für ja | Grünes Häkchensymbol für ja |
| 2007 | Summer Hits Back                    | Monta                  | Grünes Häkchensymbol für ja | Grünes Häkchensymbol für ja |
| 2007 | Sun Hits the Dark                   | Monta                  | Grünes Häkchensymbol für ja | Grünes Häkchensymbol für ja |
| 2003 | Sunday                              | Miles                  | Grünes Häkchensymbol für ja | Grünes Häkchensymbol für ja |
| 2009 | Supersonnig (Unplugged)             | Sportfreunde Stiller   |                             | *                           |
| 2018 | Suruc                               | Feine Sahne Fischfilet |                             | Grünes Häkchensymbol für ja |

## T
| Jahr | Titel                        | Interpret        | Autor                       | Produzent                   |
| ---- | ---------------------------- | ---------------- | --------------------------- | --------------------------- |
| 2020 | Tanzen                       | Clueso           | Grünes Häkchensymbol für ja | Grünes Häkchensymbol für ja |
| 2003 | Teenage Dreams               | Miles            | Grünes Häkchensymbol für ja | Grünes Häkchensymbol für ja |
| 2004 | The Awakening                | Monta            | Grünes Häkchensymbol für ja | Grünes Häkchensymbol für ja |
| 2003 | The Birds                    | Miles            | Grünes Häkchensymbol für ja | Grünes Häkchensymbol für ja |
| 2007 | The Brilliant Masses         | Monta            | Grünes Häkchensymbol für ja | Grünes Häkchensymbol für ja |
| 2013 | The Rope                     | Martin and James |                             | Grünes Häkchensymbol für ja |
| 2007 | There’s a Hole in Your Heart | Monta            | Grünes Häkchensymbol für ja | Grünes Häkchensymbol für ja |
| 1994 | Thirsty                      | Miles            | Grünes Häkchensymbol für ja | Grünes Häkchensymbol für ja |
| 2004 | This Is My Lie               | Monta            | Grünes Häkchensymbol für ja | Grünes Häkchensymbol für ja |
| 2003 | Tomorrow Not Today           | Miles            | Grünes Häkchensymbol für ja | Grünes Häkchensymbol für ja |
| 1994 | Too Soon                     | Miles            | Grünes Häkchensymbol für ja | Grünes Häkchensymbol für ja |
| 2018 | Too Young To Die             | The Living End   |                             | Grünes Häkchensymbol für ja |
| 2015 | Track 19                     | Kelvin Jones     |                             | Grünes Häkchensymbol für ja |
| 2013 | Trommlermann                 | Thees Uhlmann    | Grünes Häkchensymbol für ja | Grünes Häkchensymbol für ja |
| 2019 | Trouble in Paradise          | Alice Merton     | Grünes Häkchensymbol für ja |                             |
| 2016 | Tunnel Vision                | Mads Langer      | Grünes Häkchensymbol für ja | Grünes Häkchensymbol für ja |
| 2003 | Turn Back Time               | Miles            | Grünes Häkchensymbol für ja | Grünes Häkchensymbol für ja |

## U
| Jahr | Titel                    | Interpret            | Autor                       | Produzent |
| ---- | ------------------------ | -------------------- | --------------------------- | --------- |
| 2009 | Ungewöhnlich (Unplugged) | Sportfreunde Stiller |                             | *         |
| 2015 | Unsere Lieder            | Adel Tawil           | Grünes Häkchensymbol für ja |           |
| 2017 | Unter den Wolken         | Die Toten Hosen      |                             | *         |
| 2017 | Urknall                  | Die Toten Hosen      |                             | *         |

## V
| Jahr | Titel                    | Interpret     | Autor                       | Produzent                   |
| ---- | ------------------------ | ------------- | --------------------------- | --------------------------- |
| 2011 | Vom Delta bis zur Quelle | Thees Uhlmann | Grünes Häkchensymbol für ja | Grünes Häkchensymbol für ja |
| 2008 | Voran voran              | Tomte         |                             | Grünes Häkchensymbol für ja |

## W
| Jahr | Titel                                         | Interpret                  | Autor                       | Produzent                   |
| ---- | --------------------------------------------- | -------------------------- | --------------------------- | --------------------------- |
| 2018 | Wake Up the Vampires                          | The Living End             |                             | Grünes Häkchensymbol für ja |
| 2017 | Wannsee                                       | Die Toten Hosen            |                             | *                           |
| 2008 | Was hat die Welt mit uns gemacht              | Udo Lindenberg             |                             | *                           |
| 2014 | Was wichtig ist                               | Kilian Scheyer             | Grünes Häkchensymbol für ja |                             |
| 2015 | We Are More                                   | Kelvin Jones               |                             | Grünes Häkchensymbol für ja |
| 2000 | We Need More Close-Ups                        | Miles                      | Grünes Häkchensymbol für ja | Grünes Häkchensymbol für ja |
| 2013 | Weisse Knöchel                                | Thees Uhlmann              | Grünes Häkchensymbol für ja | Grünes Häkchensymbol für ja |
| 2009 | Wellenreiten ’54 (Unplugged)                  | Sportfreunde Stiller       |                             | *                           |
| 2016 | Wenn du liebst                                | Clueso feat. Kat Frankie   | Grünes Häkchensymbol für ja | Grünes Häkchensymbol für ja |
| 2009 | Wenn ich nur wüsste wie                       | Herbstrock                 | Grünes Häkchensymbol für ja |                             |
| 2000 | Where Does It All Belong To                   | Miles                      | Grünes Häkchensymbol für ja | Grünes Häkchensymbol für ja |
| 2013 | Where I Belong                                | Martin and James           | Grünes Häkchensymbol für ja | Grünes Häkchensymbol für ja |
| 2017 | Who We Are                                    | Welshly Arms               | Grünes Häkchensymbol für ja |                             |
| 2010 | Wie die Welt leuchtet                         | Emilia Schüle & Daniel Axt | Grünes Häkchensymbol für ja |                             |
| 2008 | Wie ein Planet                                | Tomte                      |                             | Grünes Häkchensymbol für ja |
| 2009 | Wie lange sollen wir noch warten? (Unplugged) | Sportfreunde Stiller       |                             | *                           |
| 2008 | Wie sieht’s aus in Hamburg?                   | Tomte                      |                             | Grünes Häkchensymbol für ja |
| 2016 | Wie soll ein Mensch das ertragen              | Annett Louisan             |                             | Grünes Häkchensymbol für ja |
| 2017 | Wie viele Jahre (hasta la muerte)             | Die Toten Hosen            |                             | *                           |
| 2018 | Wir haben immer noch uns                      | Feine Sahne Fischfilet     |                             | Grünes Häkchensymbol für ja |
| 2010 | Wir lieben die Musik                          | Rock It! Cast              | Grünes Häkchensymbol für ja |                             |
| 2004 | Wire                                          | Monta                      | Grünes Häkchensymbol für ja | Grünes Häkchensymbol für ja |
| 2018 | Wo niemals Ebbe ist                           | Feine Sahne Fischfilet     |                             | Grünes Häkchensymbol für ja |
| 2015 | Words                                         | Kelvin Jones               |                             | Grünes Häkchensymbol für ja |
| 2009 | Wunderbaren Jahren (Unplugged)                | Sportfreunde Stiller       |                             | *                           |

## Y
| Jahr | Titel                       | Interpret        | Autor                       | Produzent                   |
| ---- | --------------------------- | ---------------- | --------------------------- | --------------------------- |
| 2012 | You Kill Me (Everyday)      | Eagle-Eye Cherry | Grünes Häkchensymbol für ja |                             |
| 2013 | You’ll Be Gone I’ll Be Here | Martin and James | Grünes Häkchensymbol für ja | Grünes Häkchensymbol für ja |

## Z
| Jahr | Titel                                                      | Interpret              | Autor                       | Produzent                   |
| ---- | ---------------------------------------------------------- | ---------------------- | --------------------------- | --------------------------- |
| 2013 | Zerschmettert in Stücke (im Frieden der Nacht)             | Thees Uhlmann          | Grünes Häkchensymbol für ja | Grünes Häkchensymbol für ja |
| 2013 | Zugvögel                                                   | Thees Uhlmann          | Grünes Häkchensymbol für ja | Grünes Häkchensymbol für ja |
| 2018 | Zuhause                                                    | Feine Sahne Fischfilet |                             | Grünes Häkchensymbol für ja |
| 2011 | Zum Laichen und Sterben ziehen die Lachse den Fluss hinauf | Thees Uhlmann          | Grünes Häkchensymbol für ja | Grünes Häkchensymbol für ja |
| 2016 | Zum Laichen und Sterben ziehen die Lachse den Fluss hinauf | Heinz Rudolf Kunze     | Grünes Häkchensymbol für ja |                             |
| 2018 | Zurück in unserer Stadt                                    | Feine Sahne Fischfilet |                             | Grünes Häkchensymbol für ja |